# Polyforme
 (février 2023).
Si vous disposez d'ouvrages ou d'articles de référence ou si vous connaissez des sites web de qualité traitant du thème abordé ici, merci de compléter l'article en donnant les références utiles à sa vérifiabilité et en les liant à la section « Notes et références ».
Un polyforme est une figure plane construite en joignant plusieurs polygones identiques. Le polygone de base est souvent le carré ou le triangle, ce qui permet de paver un plan de façon convexe, c'est-à-dire sans trou. 
Les polyformes font l'objet d'études mathématiques (par exemple, les polyominos) et sont à la base de plusieurs jeux, dont le plus connu est le Tetris. 
Dans la vie courante, ils apparaissent le plus souvent pour uniformément paver une surface, par exemple un trottoir décoratif ou un toit.
Le tangram  n'est pas  un polyforme, car les formes qui le constituent sont de tailles différentes.